# Diaphorus occidentalis
Diaphorus occidentalis är en tvåvingeart som beskrevs av Van Duzee 1915. Diaphorus occidentalis ingår i släktet Diaphorus och familjen styltflugor. Inga underarter finns listade i Catalogue of Life.